# Czany
Czany – jezioro bezodpływowe w Rosji. Położone jest w azjatyckiej części kraju, na Nizinie Barabińskiej.
Powierzchnia jeziora jest zmienna i wynosi 1400–2000 km². Położone jest na wysokości 106 m n.p.m. Jego głębokość to 7 m.